# Krasobruslení na Zimních olympijských hrách 1956
Krasobruslení na Zimních olympijských hrách 1956 se konalo na olympijském zimním stadionu v italské Cortině d'Ampezzo. 

## Medailové pořadí zemí
| Pořadí | Země                         | Zlato | Stříbro | Bronz | Celkově |
| ------ | ---------------------------- | ----- | ------- | ----- | ------- |
| 1.     | Spojené státy americké (USA) | 2     | 2       | 1     | 5       |
| 2.     | Rakousko (AUT)               | 1     | 0       | 1     | 2       |
| 3.     | Kanada (CAN)                 | 0     | 1       | 0     | 1       |
| 4.     | Maďarsko (HUN)               | 0     | 0       | 1     | 1       |
|        | Celkem                       | 3     | 3       | 3     | 9       |

## Medailisté

### Muži
| Disciplína | Zlato                                             | Výkon  | Stříbro                                         | Výkon  | Bronz                                        | Výkon  |
| ---------- | ------------------------------------------------- | ------ | ----------------------------------------------- | ------ | -------------------------------------------- | ------ |
| muži       | Hayes Alan Jenkins · Spojené státy americké (USA) | 166,43 | Ronald Robertson · Spojené státy americké (USA) | 165,79 | David Jenkins · Spojené státy americké (USA) | 162,82 |

### Ženy
| Disciplína | Zlato                                             | Výkon  | Stříbro                                       | Výkon  | Bronz                           | Výkon  |
| ---------- | ------------------------------------------------- | ------ | --------------------------------------------- | ------ | ------------------------------- | ------ |
| ženy       | Tenley Albrightová · Spojené státy americké (USA) | 169,67 | Carol Heissová · Spojené státy americké (USA) | 168,02 | Igrid Wendlová · Rakousko (AUT) | 159,44 |

### Smíšené soutěže
| Disciplína        | Zlato                                           | Výkon | Stříbro                                         | Výkon | Bronz                                           | Výkon |
| ----------------- | ----------------------------------------------- | ----- | ----------------------------------------------- | ----- | ----------------------------------------------- | ----- |
| sportovní dvojice | Rakousko (AUT) · Sissy Schwarzová · Kurt Oppelt | 11,31 | Kanada (CAN) · Frances Dafoeová · Norris Bowden | 11,32 | Maďarsko (HUN) · Marianna Nagyová · László Nagy | 11,03 |